# La nipote
La nipote è un film del 1974 diretto da Nello Rossati.

## Trama
1958. Luigi insieme alla moglie Zoraide e all'amico Piero, vanno in villeggiatura  nella loro villa in provincia di Rovigo. Al loro arrivo, la domestica Doris, avvisa i padroni di casa dell'arrivo della nipote Adele (rimasta orfana anche di madre da poco). Sulle prime la famiglia la accetta ben volentieri, poi Zoraide le intima di trovarsi un lavoro. Dopo qualche giorno, arriva alla villa Antonio, il figlio di Luigi. Un giorno Zoraide sorprende Antonio mentre la sta spiando e chiede al marito di parlare al figlio da uomo a uomo. Luigi per spronare il figlio a divertirsi, gli fa organizzare una festa nella villa. Durante la festa tutti si appartano compresa Doris. Adele, con grande abilità, fa in modo che Luigi scopra Doris che viene immediatamente licenziata. Adele coglie l'occasione per offrirsi come cameriera. Un po' alla volta Adele seduce il cugino e lo zio, causandogli un primo attacco di cuore. Continuando nella sua opera di seduzione lo zio subisce un secondo attacco di cuore che gli sarà fatale. Dopo la dipartita dello zio, Adele sposa Antonio diventando così la padrona di casa.

## Produzione
Il film venne girato a Castelmassa (Rovigo) e nella Villa Selmi di Polesella. Stando ai ricordi del regista, il film costò soltanto 40 milioni di lire contro i 400 del suo successivo L'infermiera prodotto da Carlo Ponti.

## Edizioni
Per il film venne girata una sequenza di masturbazione esplicita interpretata da Roberto Proietti e da una comparsa femminile non identificata. Nonostante sia stata trasmessa per due volte sull'oggi defunto canale Sky Happy Channel per la serie Porcellini, non è presente nel dvd, che presenta comunque una versione non completa in quanto il negativo è andato perduto (la scena della festa è stata messa tra gli extra estrapolandola da una vecchia vhs), per volere di Orchidea De Santis che si oppose all'introduzione reputandola spuria.